# Ecología de la Amazonía del Perú
El Perú es uno de los países poseedores de megadiversidad. 

## Significado para lospobladoresde laAmazonía
Para Antonio Brack Egg, biogeógrafo y experto en recursos naturales, son tres los factores que originan esta ventajosa situación: la gran heterogeneidad geográfica del Perú, constituir uno de los centros mundiales de desarrollo de la agricultura y de la ganadería (con más de siete mil años de antigüedad) y ser una de las grandes reservas mundiales de recursos genéticos (con más de 180 especies de plantas nativas domesticadas, 5'000.000 de ha de pastos de altura); casi la totalidad de la actividad pesquera depende de los recursos hidrobiológicos nativos; y el uso de plantas silvestres y de la fauna tiene una altísima importancia en el autoabastecimiento de las poblaciones rurales (a pesar de que los modelos de desarrollo promovidos por el Estado han estado siempre orientados hacia las actividades ganaderas y la agricultura de especies introducidas, como el arroz, la palma aceitera y otras).
La selva amazónica del Perú es una de las zonas con mayor diversidad biológica del planeta y es conocida por su biodiversidad y por ser el hogar de muchas plantas medicinales. 
De las 182 especies de plantas nativas domesticadas existentes en el país, 85 son amazónicas; de las 4.400 plantas usadas para 49 fines distintos, aproximadamente 3.000 también son amazónicas. El Perú posee 782 especies de plantas alimenticias, el 70% de ellas están en la selva.
Después de 50 años de desarrollo ganadero en la selva amazónica, el aporte de esta actividad es de apenas unas 12.000 toneladas de carne al año, mientras que el consumo de pescado llega a más de 70.000 t anuales y el de carne silvestre o "carne de monte" a cerca de 15.000 t. La ciudad de Iquitos, por ejemplo, que supera los 350.000 habitantes, consume al año una 500 t de carne de res y más de 9.000 de pescado, además de 12 t mensuales de frutos de aguaje. Toda la producción ganadera de la selva, incluyendo ganado y animales menores, alcanza apenas las 45.000 t anuales. Esto demuestra que la base del aprovisionamiento de proteínas de la región depende en gran parte de la caza y de la pesca.
En el país se conocen cerca de 1.400 plantas medicinales utilizadas por el hombre rural, de las cuales 890 son amazónicas. Al menos el 80% de la población amazónica depende del uso de esas plantas para tratar sus problemas de salud, ya que no tiene la posibilidad de acceder a centros de salud ni a los fármacos provenientes de los laboratorios. Sólo en la ciudad de Iquitos se usan 92 especies de plantas medicinales y un sector entero del mercado más grande de la ciudad está dedicado a su venta.
Muchas otras plantas amazónicas tienen otros usos: 
- como abono (17 especies)
- para la obtención de aceites y grasas (44)
- en agroforestería (96)
- como antídotos (25)
- para elaborar perfumes y aromas (29)
- como condimentos (24)
- para madera y construcción (556)
- para cosmetología (37)
- como curtientes (17)
- para leña y carbón (82)
- como estimulantes (70)
- para fibra (98)
- como forraje (261)
- con fines ornamentales (1.500)
- para obtener resinas y látex (58)
- para el sexo y la reproducción (27)
- para tintes y colorantes (102)
- como pesticidas (49), entre muchos otros.

A pesar del amplio uso que la población hace de la diversidad biológica nativa, este rubro apenas se registra en las estadísticas nacionales peruanas. La consecuencia es una histórica falta de valoración de los recursos naturales por parte de los estados y sus políticas.

## Enorme potencial de la biodiversidad
El panorama se muestra muy prometedor en varios rubros, como la piscicultura, el manejo forestal, el ecoturismo y el desarrollo de los llamados cultivos promisorios. En las últimas décadas se han hecho avances importantes en el desarrollo e implementación de técnicas de crianza de peces nativos como la gamitana, el paco, el paiche, el sábalo, el boquichico y otras especies. Las evidencias actuales nos indican, con gran precisión, que la piscicultura amazónica es una de las actividades productivas de mayor proyección, ya que permite obtener entre 4 a 8 t anuales de carne por hectárea, sin necesidad de importar insumos alimenticios a la región y con tecnologías bastante simples y de fácil acceso a las poblaciones locales. Cuando se comparan estas cifras con los 80 kg de carne/ha/año que produce la ganadería en la Amazonia, la respuesta parece tan obvia como contundente. Además, su desarrollo no requiere de nuevas áreas de bosque, pues puede instalarse en zonas ya intervenidas que cuenten con agua suficiente.
El manejo forestal es una actividad de cierta importancia en la amazonía peruana, pero se ha basado siempre en el saqueo de un puñado de especies valiosas y no en el manejo de los bosques. En la actualidad, la exportación de maderas tropicales varía entre los 50.000.000 y 70.000.000 de dólares anuales. El manejo forestal es, finalmente, la única alternativa con miras al futuro, ya que la tendencia mundial se orienta al uso exclusivo de maderas provenientes de bosques manejados, tal como lo estipula el Convenio sobre maderas tropicales, del cual el Perú es miembro.
El desarrollo acelerado del turismo hacia los bosques amazónicos alcanza también al Perú y lo coloca en una posición expectante. Su expansión en los últimos años así lo demuestra. Una de las alternativas concretas para aprovechar los bosques amazónicos de manera sostenida es su uso en estado intacto a través de la contemplación de su diversidad y belleza. En las regiones de Loreto y Madre de Dios se han establecido ya una treintena de albergues en lugares de gran atractivo, como los ríos Napo, Tambopata, Madre de Dios y Manu. En la actualidad, varias empresas turísticas conservan extensas áreas de bosques naturales bajo las modalidades de concesiones y reservas turísticas, y hasta algunas comunidades nativas han incursionado con éxito en esta actividad. Para el futuro inmediato, se prevé que varios millones de hectáreas de bosques sean conservadas a través del turismo, ofreciendo una verdadera alternativa económica a la tala y la quema para las poblaciones locales.
Los cultivos amazónicos constituyen otra de las opciones alentadoras para la región, especialmente el cultivo del pijuayo para la obtención del palmito, el camu camu, la uña de gato, la sangre de grado y ciertos frutales. El cultivo del pijuayo (Bactris gasipaes) para palmito ofrece la ventaja de que puede ser realizado en tierras intervenidas y con ese fin se ha desarrollado la tecnología necesaria. Este cultivo va asociado a la agroindustria de conservas de palmito para la venta en los mercados internacionales. Con el agotamiento de las reservas naturales de palmeras, como el huasai (Euterpe edulis), el cultivo del pijuayo ofrece una posibilidad inmejorable.
El cultivo del camu camu (Myrciaria dubia) es sumamente prometedor por la creciente demanda internacional de su fruto, famoso por poseer el más alto contenido de vitamina C del reino vegetal, además de su color y sabor originales. Se ha desarrollado la tecnología de cultivo y se sabe que se puede incrementar la productividad por hectárea en más de 500% respecto a otros cultivos tradicionales como la yuca y el plátano.
El cultivo de uña de  gato (Uncaria tomentosa) y sangre de grado (Croton lechleri) es posible en tierras intervenidas y brinda excelentes resultados a causa de su precocidad. La uña de gato tiene demanda creciente en mercados mundiales de plantas medicinales por sus propiedades antiinflamatorias, y la sangre de grado por el cicatrizante taspina y el antiviral SP-303. La Amazonía es además, inmensamente rica en especies frutales nativas, algunos conocidos fuera de la región (cocona, lulo o naranjilla, camu camu, papaya, granadilla, guanábana, etc.) y otras de consumo local (coconilla, zapote, ubos, huito, anonas, chopé, umarí, charichuelos y decenas de otros). Este rubro debe ser investigado y desarrollado en el futuro ante la creciente demanda internacional de nuevos sabores, texturas y aromas exóticos.

## Magnitud de la intervención
En la Amazonía peruana se han intervenido aproximadamente 9.000.000 de ha (un 12% del total) mediante el sistema de la tala y quema de bosques. De esta cantidad, apenas 4.000.000 de ha se encuentran en producción: en agricultura (1.500 000 ha), pecuario (500 000 ha) y forestal (2 000 000 ha), mientras el resto (5 000 000 ha) se encuentra improductivo, cubierto con bosques secundarios tipo purmas (unos 3 000 000 ha) o degradado (aproximadamente 2 000 000 ha). El desprecio de tierras y recursos, como señala Brack Egg, es, por lo menos, preocupante.
El futuro de la región, después de tantas iniciativas fallidas o de escaso éxito, debe orientarse hacia dos líneas estratégicas de acción: por un lado, incrementar la productividad en las tierras ya intervenidas o degradadas y por otro, desarrollar alternativas para el aprovechamiento de las áreas poco intervenidas o prístinas con sistemas que no impliquen la destrucción de los bosques.

## La Amazonía peruana en cifras
La cuenca del río Amazonas totaliza 7.350.621 km², de los cuales 824.000 (11,2%) se encuentran en el Perú. Dependiendo de la definición, la Amazonía se extiende en un área de entre 4.000.000 y 7.000.000 km². El término Gran Amazonía incluye Surinam y Guyana Francesa, elevando la superficie a 7.789.790 km².

### La Amazonia peruana
- Extensión: 63.000.000 ha
- Área reservada por el Estado: aproximadamente 10.000.000 de ha.
- Clima: tropical a subtropical lluvioso.
- Precipitación: de 2.000 a 3.000 milímetros anuales.
- Humedad: máxima de 93% y mínima de 68% (promedios mensuales).
- Temperatura: máxima de 32 °C y mínima de 27 °C (promedios anuales).
- Radiación solar: muy poco variable.

## Biodiversidad vegetal
En la Amazonía peruana se han identificado 34 zonas de vida. En la selva baja se reconocen 9 zonas de vida y 18 formaciones vegetales. En una superficie de apenas 25 km² de la Reserva de Mishana, a orillas del río Nanay, se identificaron 23 tipos de vegetación.
La región Loreto probablemente alberga la diversidad más rica del mundo en especies de árboles. Un estudio realizado en 1998 en el -ámbito de influencia de la carretera Iquitos-Nauta, sobre una superficie de apenas 2,25 ha arrojó un total de 1.416 especies diferentes de árboles pertenecientes a, por lo menos, 75 familias. En el cercano distrito de Jenaro Herrera, provincia de Requena, se registró la mayor diversidad de palmeras: ¡34 especies de 21 géneros diferentes en un área de sólo 0,5 ha!.

## Futuro de la selva amazónica peruana
La selva amazónica ha sido descrita por muchos viajeros como la última frontera. Y no están muy lejos de la verdad. Aunque los pueblos indígenas han vivido en este ambiente por varios miles de años en armonía con el entorno, es aún poco lo que la cultura occidental sabe acerca de sus ritmos y leyes secretas. Reúne los ecosistemas más complejos y biodiversos del planeta y algunas de sus especies pueden convertirse en la esperanza para la cura de los males que afectan al mundo, que cuenta con el potencial de purificar el aire, brindar agua y, quizá, muchos de los alimentos del futuro. Pero, increíblemente, sabemos también que mucho de lo que la Amazonia puede ofrecer desaparecerá incluso antes de que los científicos hayan podido siquiera registrarlo.
Este mundo de selvas aparentemente inacabables tiene límites, y están más cerca de lo que siempre creímos. La inescrupulosa sed de fortuna del hombre nos lo repite a cada instante, con cada carga de dinamita que abre la tierra en busca de minerales, con el sonido de la motosierra tumbando mundos en miniatura, con cada desagüe vertido en sus ríos y lagos.
Los expertos, de la mano de pueblos nativos cada día más conscientes de sus derechos y responsabilidades, nos han puesto las cartas sobre la mesa. de lo que hagamos en el futuro con estos ambientes, dependerá, de seguro, el destino de una parte importante de la vida de nuestro frágil planeta. 